# 弾道弾迎撃ミサイル

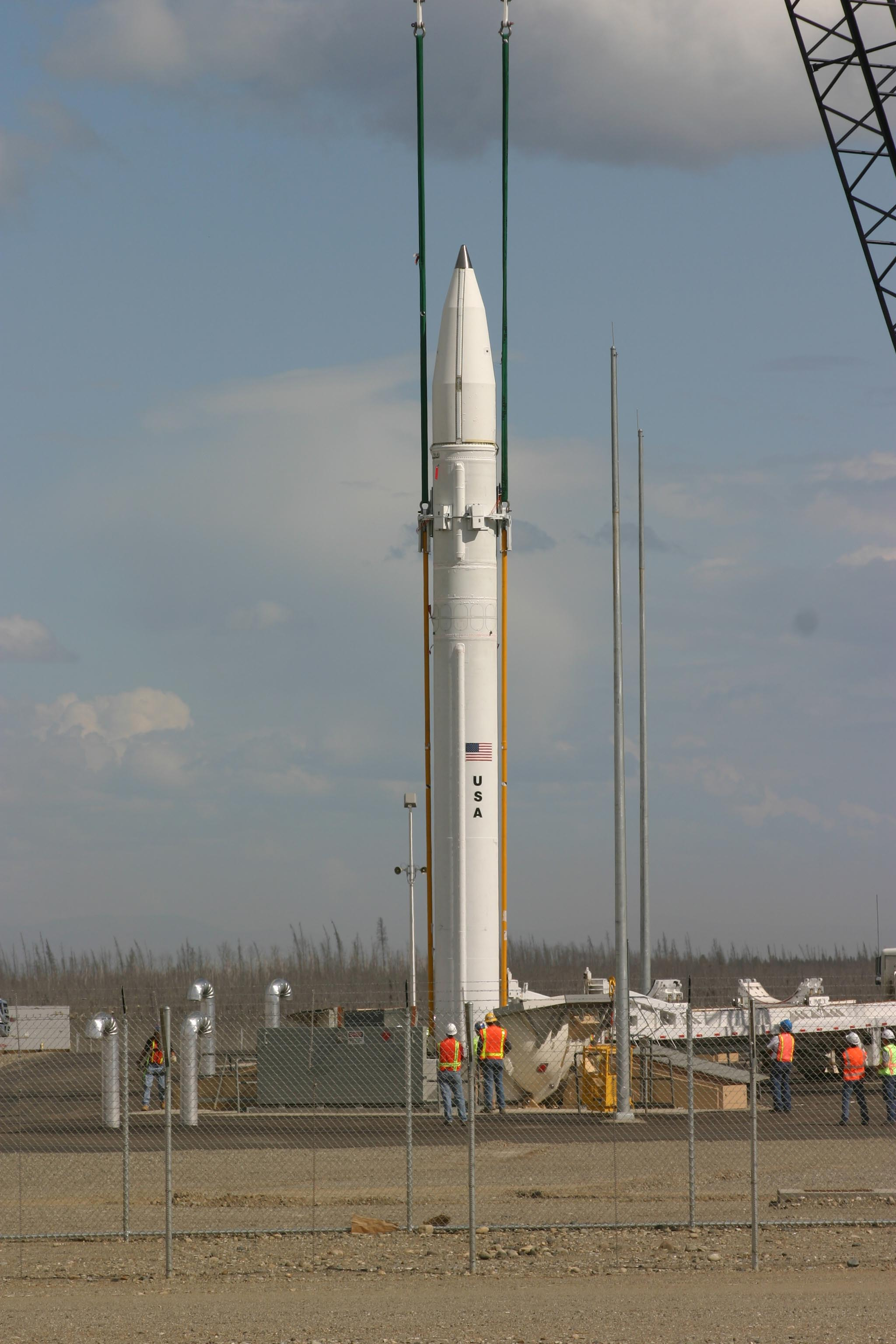
GBI (ミサイル)。2004年7月、アラスカ州フォート・グリーリー基地にてサイロに装填中のGBI。ミサイル脇に立つ人員との大きさに注目されたい。

弾道弾迎撃ミサイル（だんどうだんげいげきミサイル、英語: anti-ballistic missile, ABM）とは、敵の弾道ミサイルを迎撃するためのミサイルである。1950年代に開発が開始された核ミサイル系と、1990年代から現代に至るまで開発が続いている通常弾頭型がある。ミサイル防衛手段のひとつである。

## 歴史

### 核弾頭型迎撃ミサイル
史上初の弾道ミサイルであるV2ロケットは第二次世界大戦中に実戦に使われたが、その目標はロンドンであった。イギリスはこれを迎撃するための案を出したものの、既存兵器、特に高射砲を使う方法では瞬時に数万発もの弾を打ち上げて弾幕を作らない限り迎撃は不可能という結論に至り、実質的に迎撃は不可能であると諦められていた。弾道ミサイルが迎撃不可能であった理由は以下の2つである。
- 速度が非常に速い（V2ですらマッハ4以上で飛翔したとされ、最新型ではマッハ20以上という速度を出す）
- 宇宙空間を飛翔してくる（航空機はあらゆる兵器を発射後に到達させることは近年まで不可能であった）

特にその速度は既存兵器では追いつくことは不可能である上に、発射されてから着弾まで数分、長くても30分程度しかないため、迎撃準備すら不可能だったのである。
弾道ミサイルに核弾頭が搭載されるようになると、迎撃システムの必要性は飛躍的に高まったが、それでも有効な方法を編み出すことはできなかった。
しかし、時代が1950年代に入ると、誘導ミサイルという新たなプラットフォームが誕生する。弾道ミサイルの目標着弾前に、対抗して誘導ミサイルを打ち上げ、敵ミサイルを撃ち落とそうというものである。
当時の技術では音速の数倍で飛翔する弾道ミサイルに対して正確に迎撃ミサイルを誘導して命中させることは不可能であったため、核爆発で発生する強烈なX線で敵核弾頭のコアを不活性化させる方法がとられた。放射線による敵核弾頭内の電子機器および輻射熱による機器の損傷を目指したものである。迎撃ミサイルによる核爆発の影響範囲は十分広範囲であり、命中精度の問題を解消できた。
しかし、たとえ迎撃できたとしても結局は自国上空で核兵器を起爆させ、自国領内で核爆発がおこることには変わりないという大きな問題点があった。また、高高度での核爆発はその際に大量のガンマ線を撒き散らし、広範囲に電磁パルス障害を引き起こすことは避けることができず、味方勢力も影響を受けるほか、敵国の第2次攻撃への対応に困難が生じるという問題も存在していた。
1950年代に開発が開始された核弾頭搭載型では、アメリカがナイキ・ゼウスを1957年から計画、1962年には本格的に開発を開始するが1972年までに実用化にいたっていないため廃棄されたほか、スパルタン、低空用のスプリントがある。なお、ABM条約締結後に配備されたセーフガード計画を実戦配備したが、これは1975年10月1日ノースダコタ州に配備されたが翌日に下院で閉鎖案が可決してしまい、廃棄された。使い物にならないという結論が下ったようである。その後開発は下火（実質的な中止）になった。
ソ連では1962年にはガロッシュ迎撃ミサイルの配備が始まり、その後改良が重ねられ、1995年に高高度迎撃にはSH-11 ゴーゴン、低高度迎撃にはSH-08 ガゼルを使用するABM-3（ロシア名はA-135）システムを導入している。
アメリカ、ソ連両国ともにこの方式のミサイルを導入していたが、1972年、弾道弾迎撃ミサイル制限条約（ABM条約）が締結されたため、アメリカは1975年には運用を放棄、ソ連は首都モスクワに少数配備するのみとなった（ただしソ連はその後も開発を継続している）。

### 通常弾頭型迎撃ミサイル
その後、弾道弾迎撃ミサイルの開発は下火になるが、1980年代に戦略防衛構想（SDI）として再び注目を浴びることとなる。戦略防衛構想では主として通常兵器を用い、弾道弾迎撃を行なうことを構想したが、主にレーザー兵器などを開発していた。
SDI 計画が頓挫した後に開発を再開し、イージス艦に搭載して海上で発射、大気圏外まで到達して高高度を飛翔中のミサイル迎撃を行うスタンダードミサイル SM-3と、拠点近くの陸上から、大気圏外を飛行するミサイルを迎撃するGBI、ミサイルの高度が低くなる再突入時を狙うTHAADおよびパトリオットミサイル PAC-3を開発した。
1993年には当時のアメリカ大統領であるビル・クリントンがミサイル防衛（BMD）推進を表明。本格的な開発がスタートする。1999年には日本も共同開発という形でこれに参加した。
21世紀には各国で迎撃システムの開発が盛んになった。2001年にブッシュ大統領がミサイル防衛（MD）推進を改めて表明するとともに、翌年にはABM条約から脱退する。これによって同条約は実質的に無効化した。

## 日本への配備
2003年には日本もMD導入を閣議決定する。パトリオットミサイル PAC-3は日本では日本版BMDの1つとして、2007年3月30日に埼玉県の航空自衛隊入間基地に所在する第1高射群第4高射隊に最初に配備され、イージス艦への弾道ミサイル対処能力の付与やパトリオットミサイル PAC-3の配備展開など、弾道ミサイル攻撃に対する体制整備を進めた。
また自衛隊は、レーダー、人工衛星、航空機、艦艇などによって、周辺の警戒監視にあたっている。日本に飛来する弾道ミサイルに遅滞なく対応するため、JADGE（ジャッジ）と呼ばれる自動警戒管制システムが、日本各地のレーダーがとらえた情報を集約・処理することで、着弾地点の計算などを自動的に行い、はるか洋上のイージス艦などに瞬時に迎撃を命令することができるとしている。さらに、海上自衛隊の「あたご」型イージス艦の能力向上を実地するとともに、新たにSM-3 BlookⅡAが発射可能な「まや」型イージス艦を2隻を建造した。
防衛省では、センサーやシューターの能力を高めていくほか、ネットワークを通じて、ミサイル防衛用の装備品とその他防空のための装備品を一体的に運用する「総合ミサイル防空」強化のための取組みを進めている。こうした取組みが進展すれば、自らのセンサーで目標を捕捉していなくても、他のセンサーからの情報を用いて迎撃ミサイルを誘導することが可能となって防護範囲が拡大するとしている。